# 코메디 프랑세즈

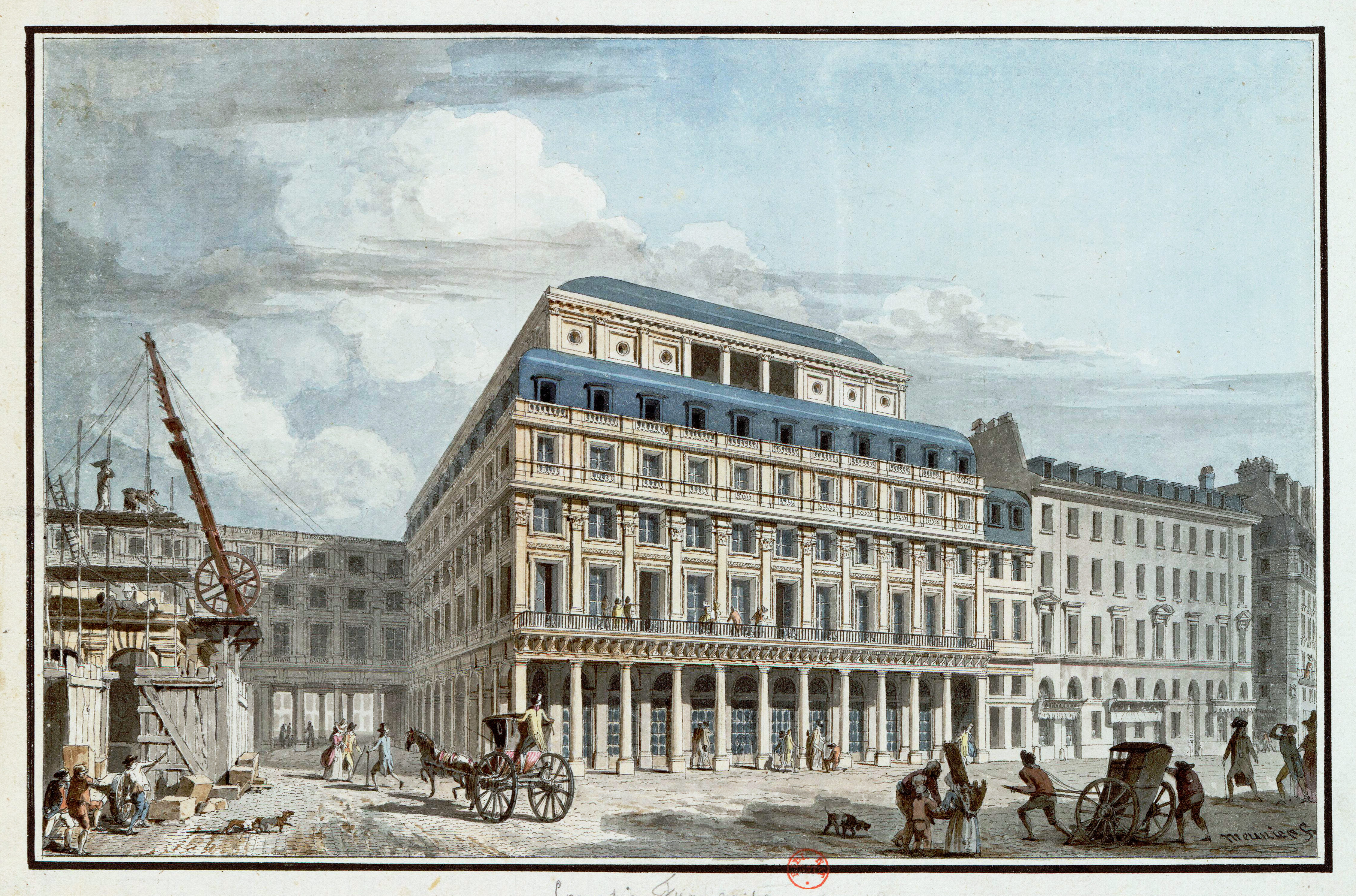
코메디 프랑세즈, 18세기 후반

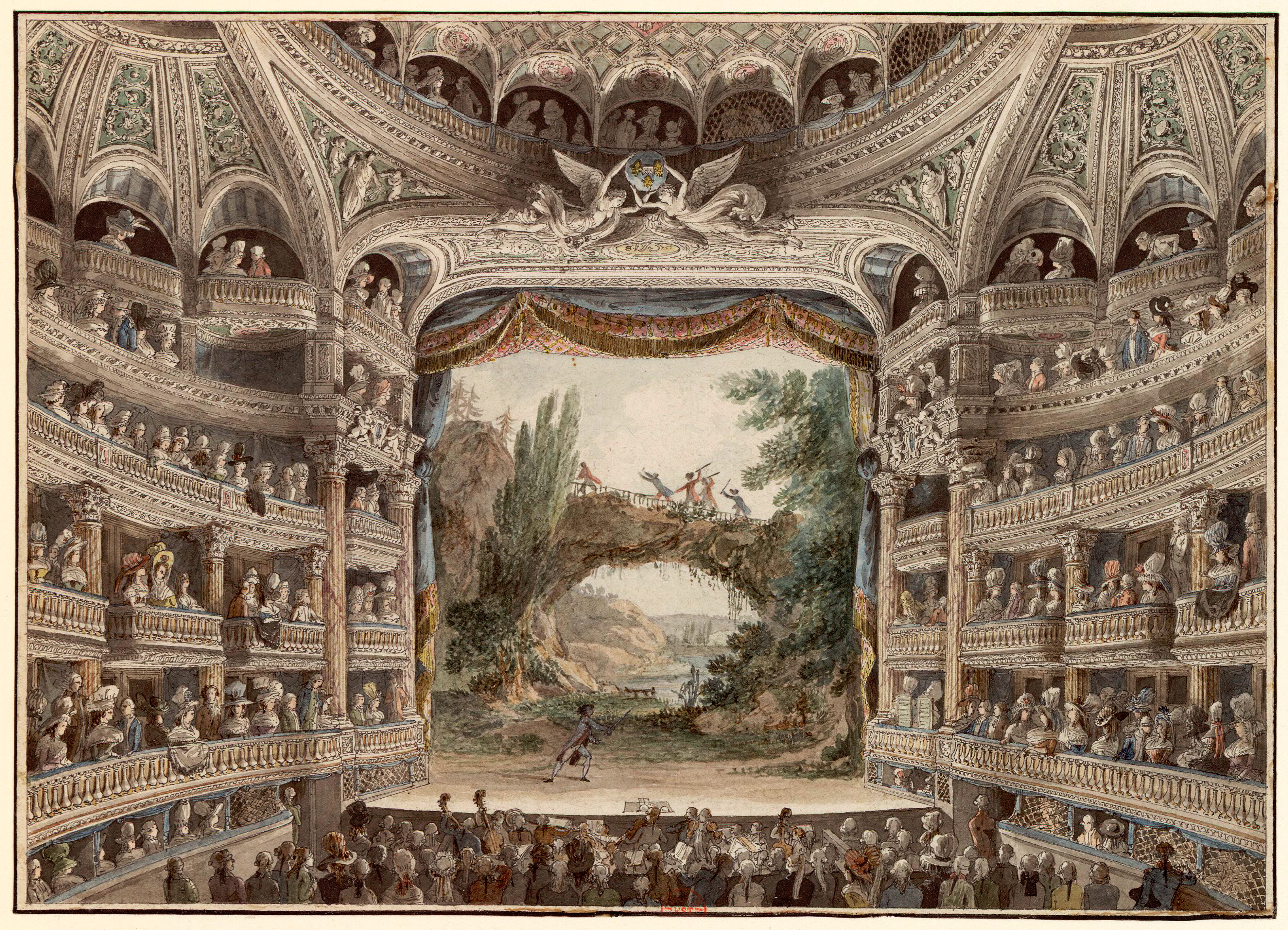
18세기 후반, 내부의 모습

코메디 프랑세즈 또는 프랑세즈 극장(프랑스어: "Comédie-Française" 또는 "Théâtre Français")은 프랑스에 유일한 국립극장이다. 자체 배우단을 가지고 있는 얼마 안되는 극장 중 하나이기도 하다. 코메디 프랑세즈는 파리시, 1구에 위치한다.

## 역사
코메디 프랑세즈와 연관되어 가장 잘 알려진 극작가로는 몰리에르이다. 그는 프랑스 배우들의 후원자로 여겨진다. 그러나 코메디 프랑세즈가 자주 양식화된 것처럼, "몰리에르의 집"(프랑스어: La Maison de Molière 라 메종 드 몰리에르[*])이 탄생하기 7년 전에 몰리에르는 사망하였다.
코메디 프랑세즈는 그 당시 유일하게 존재하는 두 파리인 연기단인, 오텔 드 게네고와 오텔 드 브르고뉴를 병합하기 위해서, 루이 14세의 칙령에 따라 1680년 8월 24일에 세워졌다. 그 당시에 공연 레파토리는 몰리에르와 장 라신의 작품 컬렉션과 피에르 코르네유, 폴 스캐롱, 장 로트로의 몇몇의 작품등이 함께 구성된다.
1793년 5월 3일 프랑스 대혁명 동안, 코메디 프랑세즈는 공공 안전위원회의 명령에 따라 문을 닫았고, 배우들은 수감되었다. 그러나 1799년 5월 31 일 새 정부가 살 리슐리외 극장을 열 수 있게 하였고, 배우들이 극단을 재구성할 수 있도록 허락하였다.
제1차 세계대전 후에는 일반극장의 번영에 비해서 점차 그 정채(精彩)를 잃어갔었다. 1936년, 극작가 에드와르 불데가 주사(主事)로 임명되고 코포나 주베의 협력도 얻어 여러 가지 개혁을 행하고, 46년 오데온 극단을 합병한 뒤 새로운 작품을 적극적으로 채택하게 되어, 욘넬이나 앙리 롤랑이 활약하고 지로두, 루노 등을 육성시켰다. 1959년 다시 오데온 극단을 잃었으나 자크 샬롱, 로베르 일슈, 아니 듀코 등을 중심으로 하여 몰리에르, 라신 등의 고전은 물론 페이도, 몽테를랑, 더 나아가서는 이오네스코 등의 현대극에도 뛰어난 무대를 낳고 있다.
오늘날의 코메디 프랑세즈는 3000개가 넘는 작품 레파토리를 가지며, 파리 시에 3개의 극장을 가진다. 팔래 로얄 옆에 있는 살 리슐리외 극장과, 6구에 있는 비외 콜롱비에 극장, 연습실 극장이 있다.
코메디 프랑세즈는 필명인 볼테르로 잘 알려진 프랑스와 마리 아루에의 심장이 현재 묻혀있는 곳이기도 하다.

## 역대 코메디 프랑세즈의 관리자들

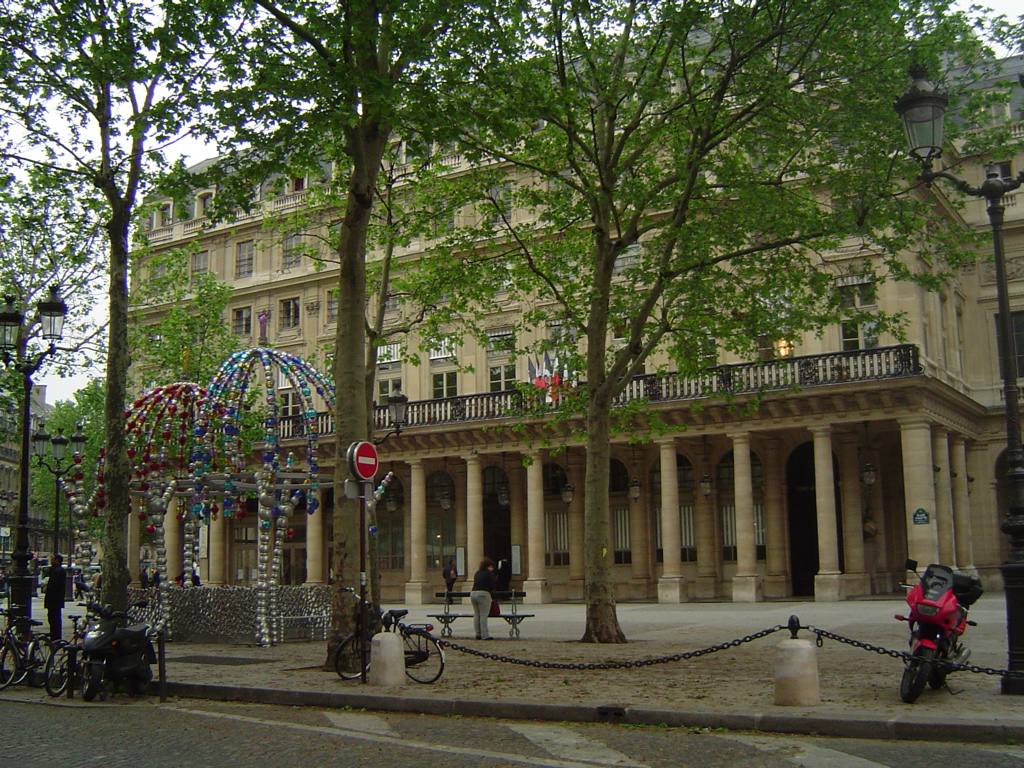
살 리슐리외 극장, 2004년